# 怨恨與戀恨
《怨恨與戀恨》，日本漫畫作品，作者為秋タカ。曾在2013年8月22日於史克威爾艾尼克斯出版社旗下的《月刊GANGAN JOKER》雜誌發行短篇。於2014年6月21日在該雜誌正式連載。單行本全12卷。繁體中文版由東立出版社代理。

## 劇情簡介
在一片被冠與十二支之名長治而久安的土地，十二町。這個人類和妖怪共存的鎮裡，子國家長子國恭一的身邊，出現了一隻怨恨貓。但那隻妖怪，同時也是一個非常怕生的女孩貓之崎夏步…。正如諺語「好奇心能殺死貓」一般，那份感情將會把她殺死嗎？這是一個以十二地支為中心而展開的大人氣怪異系戀愛喜劇！

## 角色簡介

### 子家
子國恭一
本作主角。原子國家家主，第47話正式成為子國家家主。
2013年9月號的短篇中指出能力為「平等對峙」。
好奇心旺盛。常常因為這樣中了太郎丸和花的簡單陷阱而受到攻擊。廚藝很差。
因繼承能力卻無法使用，能力回到子國鄉一的身上後被鄉一趕出家門。
看到鄉一受重傷，想要幫忙卻被鄉一拒絕，只好離開前故意踢倒門板吸引佐藤的注意並幫助夏步逃出。
鄉一死後並沒有再次得到能力。
確定透也襲擊子國家的時間後，趕緊通知佐藤要本家小心，並且趕往子國家。
趕到子國家後與透也發生戰鬥，但是被透也打倒，並且被透也用賦予妖力的劍刺穿胸口而成為妖怪，但此時卻還未能使用妖力，甦醒後與夏步聯手將透也擊敗。但也因為體力不支而昏睡過去。
在夏步的說明下，接受了自己變成妖怪一事，但是要求夏步不要跟任何人說。
因為發覺宮湖想利用夏步來退治妖怪，一度與宮湖發生爭執。
聽到辰河勇全述說往事之後，為了不讓宮湖和鄉一一樣，決定回子國家。
在朱華與夏步對戰以平手收場之後，勸服宮湖取消禁止朱華進入子國家一事。
由於神力轉化為妖力而發高燒，在睡夢中看見年幼的自己並從年幼的自己學會身體的使用方法。
以右手的主導權作為擔保與夢中年幼的自己交易，獲得了全部的力量。
第47話再度成為子國家家主後，因已經妖怪化，所以依舊無法使用「強制執行」。
成為妖怪後的能力是操縱連鐵亦能咬碎的老鼠，其數量為八萬四千匹。
鬼化事件後，被年幼的自己告知八萬四千匹老鼠的原動力是對子國家和自己的怨恨中形成。而現在由於怨恨消失了所以今後不會再出現在夢裡。
子國鄉一
子國家前任家主。與辰河勇全是多年好友。
能力是「強制命令」，但是對辰河勇全無效。
能與交杯喝酒的人，只剩辰河勇全一人。
因遭到襲擊而重傷，卻拒絕恭一的救助。最後傷重不治。
生前曾要宮湖提防寅、卯、午三家。認為酉家「只要給錢就能搞定」。
提防午家的原因是今年是馬年。
佐藤
子國家的女傭。
跟閃是高中劍道部前後輩關係。
柳柄二世
子國恭一的姑祖母，鄉一的妹妹。
子國鄉一去世後，要求佐藤對外保密並將事情平息下來。
子國宮湖
恭一的妹妹。閃尊稱其為「宮大人」（宮様）。
繼承了子國家的能力，並在二世的見證下正式成為新任子國家家主。
持有子國家歷代所使用的付喪神-撫山灰鐵。
因應子國家需要人手，考慮請夏步和哥哥恭一留下幫忙。
一度與恭一有小爭執，後來因為恭一決定回家而感到高興。
因朱華以前每次到訪子國家都會毆打恭一而一度禁止朱華進入子國家，後來在恭一的勸說下取消這個決定。
面對青葉的挑釁與反擊，動用了為子國家所用的付喪神。
青葉投降後，利用強制命令讓青葉服從子國家。
在質問青葉試刀的原因和幕後的指使者時，察覺到青葉被施法。
第47話放棄子國家家主之位。
最喜歡閃和兄控。

### 丑家
丑藏朱華
丑藏家家主。本作女主角之一。喜歡貓。
因恭一的祖父的安排擔任恭一的護衛。似乎喜歡恭一，比恭一大一歲。
和恭一初次見面時因為被恭一看不起而將恭一一拳打倒在地。被父親形容「像鬥牛一般兇猛」。
能力是「操縱怪力」。使用能力時頭上會冒出像牛一般的角。
常把武器（大斧）放在大提琴箱內並隨身攜帶著。
得知夏步就是怨恨貓時相當驚訝。
質疑宮湖留下夏步的決定。為證明自己的能力而再次與夏步對戰。
一開始不知道該如何戰鬥，後來明白夏步與自己的心意後拿出全力戰鬥。
最後與夏步平手收場，並且與夏步關係變得友好。
第30話與虎虎一起在道路的交匯處被當作祭品，成為鬼。
鬼化後只對有敵意的人攻擊。
被恭一、夏步、遙菜和勇全合力所救。
鬼核被恭一吞噬後甦醒，並向恭一表白和接吻，但其後昏迷並忘記了此事。
鬼化事件後成為妖怪而失去家主之位。
腦內有恭一的檔案庫，能以百分之九十再現恭一的臉。

### 寅家
寅岩虎虎
寅岩家家主。與朱華是堂姐妹。
試刀者事件當事人之一，與妖怪聯手。
與咲直、千惠對戰時一度將兩人擊退並逃離。
與朱華一起在道路的交匯處被當作祭品，成後不完全的鬼。

### 卯家
卯之崖青葉
卯之崖家雙子家主中的姊姊。
到子國家向宮湖挑釁，後因弟弟正樹被抓而拿佐藤當人質。
因為戴著帶有式的耳塞，所以能抵抗強制命令。
因為宮湖拿出為子國家所用的付喪神、加上閃的殺氣而不得不投降，隨後被宮湖用強制命令服從子國家。
卯之崖正樹
卯之崖家雙子家主中的弟弟。
是刀者事件當事人之一。後來被咲直、夏步、千惠三人聯手抓住。

### 辰家
辰河勇全
辰河家家主，同時擔任山神一職。與子國鄉一是多年好友。
外表看似少年，實際年齡與子國鄉一相仿。常戴著像龍頭的面具。
能力為操控大氣，能將對手的氣吹散，亦能聚合到己身。
絕技為辰河家奧義-龍圓雙掌(龍円双掌)。
知道鼬塚家的事，也清楚其破壞子國家結界的能力。
認為鄉一討厭恭一是因為在恭一身上看到自己過去拋棄的東西。
告知恭一鄉一設置的結界是針對某個妖怪，認為和夏步看到的「敵人」是同一個。

### 午家
午坂遙菜
午坂家家主。與透也有接觸，救了負傷的透也。
本年馬年緣故，從土地神那裡獲得力量。
朱華的摯友。
能一腿抵擋鬼化後的朱華的拳擊。
打昏宮湖以防止她殺死朱華。
喜歡被別人依賴。被透也評為麻煩的性格。
後來與透也交往。

### 未家
未野美古
未野家家主。
能力為「只要陪睡就能讓人回復」。

### 申家
申申町千惠
申申町家家主，與咲直同年。
能力為分身。
時不時對咲直揉胸攻擊、開咲直玩笑。也因此常與咲直起爭執。
有時也會對朱華揉胸攻擊。
在試刀者事件中與咲直發生爭執，一度分道揚鑣。
後來與咲直、夏步聯手抓住試刀者之一的正樹，並且因為夏步的關係與咲直再次和好。

### 酉家
酉寺啟太郎
酉寺家家主，咲直與千惠的老師。
對於不重要的事情很快就會忘記。
擅長符札。

### 戌家
戌原咲直
戌原家的成員，閃的妹妹。
常與朱華一起行動。不擅長說謊。
發現恭一與夏步交好，刻意對朱華隱瞞。
因子國鄉一遇襲而死，姊姊閃被關入地牢，而對夏步展開攻擊。
因恭一的阻止並說明後冷靜下來，與夏步和解並協助恭一等人找出真正的兇手。
在佐藤的幫助下潛入地牢，向姐姐閃說明原委並繼承家主之位。
被朱華委託暫代護衛恭一，在恭一單獨行動時將犬笛交給了恭一。後來與夏步成為朋友。
因朱華的聯想而發現線索，在申家特別管理的古時藏書裡找到鼬塚一家的情報，並推測出透也襲擊子國家的時間。
趕到子國家後與透也帶來的管狐戰鬥，雖勉強壓制住管狐但仍體力不支而昏倒。
在試刀者事件中與千惠發生爭執，一度分道揚鑣。
後來與千惠、夏步聯手抓住試刀者之一的正樹，並且因為夏步的關係與千惠再次和好。
戌原閃
戌原家家主，咲直的姐姐。
劍術比咲直更加出色。相當服從子國鄉一的命令。
因子國鄉一遇襲而死，被認為是共犯而被關入地牢。
向恭一等人說明「曾與疑似敵人的人交手過」、「為確保宮大人無恙而未深追」後，將家主之位交給咲直。
宮湖擔任子國家家住後，在宮湖的要求下繼續擔任護衛一職。
在試刀者事件控制住卯之崖後，發現宮湖慢慢變得很像鄉一，害怕宮湖和恭一會發生衝突。

### 亥家
亥山健兒
亥山家家主。對妖怪退治一竅不通。
學生時期好色風流，後來喜歡閃、對閃一心一意。每次告白都被閃拒絕。

### 妖怪
貓之崎夏步
怨恨貓。本作女主角之一。
平常是個怕生的少女，偶爾會變成貓的型態。
對子家懷有恨意。有時會因為無法控制恨意而暴走。
無意識下出現在子國家，見到恭一時變得不知所措。
面對咲直的敵意時，強忍住頭痛與恨意不對咲直反擊。
在恭一的幫忙下與咲直和解並成為朋友。
因無法確定自己對恭一的感情而離開恭一。
趕到子國家後，看到恭一被擊倒而感到悲傷與憤怒。
與透也發生戰鬥但是被擊倒，難過之下親吻失去意識的恭一，卻也因此使恭一恢復意識。
在與恭一聯手之下，成功將透也擊敗。
說服恭一接受變成妖怪的事實。
聽辰河勇全述說往事後，認同辰河認為鄉一故意放過透也的說法。
怨恨貓的身分被朱華發現後，在宮湖的安排下再次與朱華對戰。
最後與朱華平手收場，並且與朱華關係變得友好。
與咲直、千惠聯手抓住試刀者，但在戰鬥過程中中了正樹用吹箭射出的麻醉針而失去意識。
幫助咲直、千惠再度和好。對於兩人的關係感到羨慕。
在子國家裡，獲得一個度身訂做的豪華紙箱作為救了恭一的禮物。
河童太郎丸
河童。常與花聯手對恭一惡作劇。
座童花
座敷童。常與太郎丸聯手對恭一惡作劇。
鼬塚透也
傳說中的「第十三家」的成員。其一族被子國家賦予相同能力，並在每月的1日能行使其能力。
因父母被殺害與看到子國鄉一的出現，而對子國家懷恨在心。
自稱家訓是「寧教天下人欠我，休教我欠天下人」。認為恭一喜歡夏步。
對夏步做了一些引導，然後又消除夏步的記憶，使夏步攻擊朱華、殺傷子國鄉一。
自曝與閃發生過戰鬥。與咲直戰鬥時用鼬塚家的能力「鐮刀」砍傷咲直。
因為恭一的幫助找到想要的書，於是以自己的名字為提示讓恭一推測襲擊子國家的時間。
唆使鬼門和裏鬼門的妖怪發動攻擊，藉此支開與子國家關係要好的丑、未、申三家，並利用與子國家相同能力破壞子國家的結界。
打算殺害妹妹宮湖但被恭一阻止。先後將恭一和夏步擊倒，但卻不敵恭一與夏步的聯手。被擊敗後離開子國家。
發現自己是被不明的妖怪利用完就丟掉的棄子，加上被該妖怪說父親的壞話而反擊，結果反被擊倒而狼狽逃走。被遙菜所救。
以鐮刀支援恭一拯救朱華。
後來與遙菜交往。

## 書籍情報
| 集數 | 史克威爾艾尼克斯 | 史克威爾艾尼克斯       | 東立出版社    | 東立出版社             | 備註                   |
| 集數 | 發售日期         | ISBN                   | 發售日期      | ISBN                   | 備註                   |
| ---- | ---------------- | ---------------------- | ------------- | ---------------------- | ---------------------- |
| 1    | 2014年11月22日   | ISBN 978-4-7575-4462-8 | 2017年8月4日  | ISBN 978-986-486-029-6 |                        |
| 2    | 2015年2月21日    | ISBN 978-4-7575-4561-8 | 2018年3月8日  | ISBN 978-986-486-030-2 |                        |
| 3    | 2015年7月22日    | ISBN 978-4-7575-4695-0 | 2018年4月12日 | ISBN 978-986-486-031-9 |                        |
| 4    | 2015年11月21日   | ISBN 978-4-7575-4806-0 |               |                        | 附錄「タヨタレ」讀切版 |
| 5    | 2016年5月21日    | ISBN 978-4-7575-4985-2 |               |                        |                        |
| 6    | 2016年11月22日   | ISBN 978-4-7575-5157-2 |               |                        |                        |
| 7    | 2017年5月22日    | ISBN 978-4-7575-5365-1 |               |                        |                        |
| 8    | 2017年11月22日   | ISBN 978-4-7575-5543-3 |               |                        |                        |
| 9    | 2018年6月22日    | ISBN 978-4-7575-5754-3 |               |                        |                        |
| 10   | 2018年11月22日   | ISBN 978-4-7575-5932-5 |               |                        |                        |
| 11   | 2019年11月22日   | ISBN 978-4-7575-6130-4 |               |                        |                        |
| 12   | 2019年11月22日   | ISBN 978-4-7575-6391-9 |               |                        |                        |

## 外部連結
- 恨み来、恋、恨み恋。（月刊GANGAN JOKER） （页面存档备份，存于）（日語）
- ガンガンJOCKER アニメイトの一押し作品!!「恨み来、恋、恨み恋。」（日語）
- 「恨み来、恋、恨み恋。」にご注目!!! （页面存档备份，存于）（日語）
- 月刊GANGAN JOKER--Back Number--2013年度 （页面存档备份，存于）（日語）
- 「恨み来、恋、恨み恋。」特設ページ｜ゲーマーズ[永久]（日語）